# 海克·亨克尔

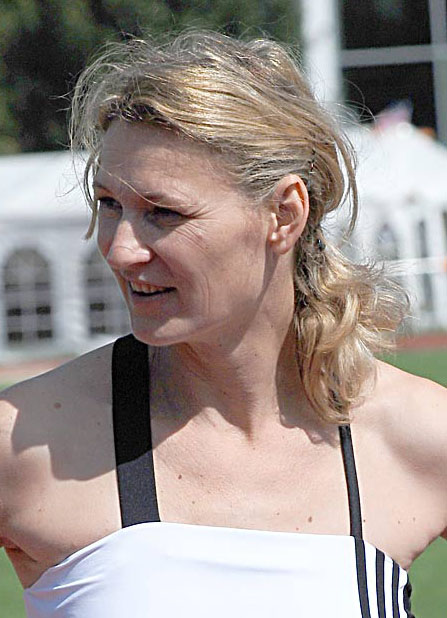
海克·亨克尔 (2007年)

海克·亨克尔（德語：Heike Henkel，1964年5月5日—），旧姓雷德茨基（Redetzky），德国女子田径运动员。她曾代表西德、德国参加1984年、1988年和1992年夏季奥林匹克运动会田径比赛，其中1992年奥运会获得一枚金牌。